# Вірмени у Стамбулі

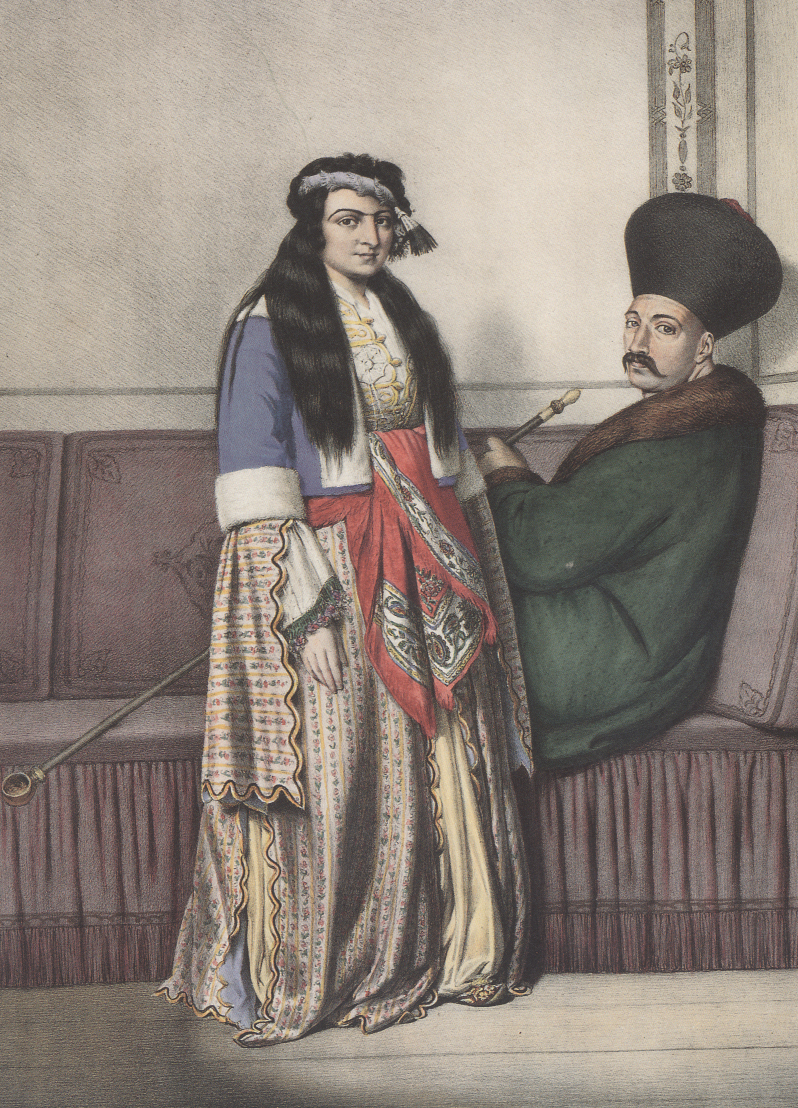
Вірмени в Константинополі, початок XIX століття, Луї Дюпре (художник).

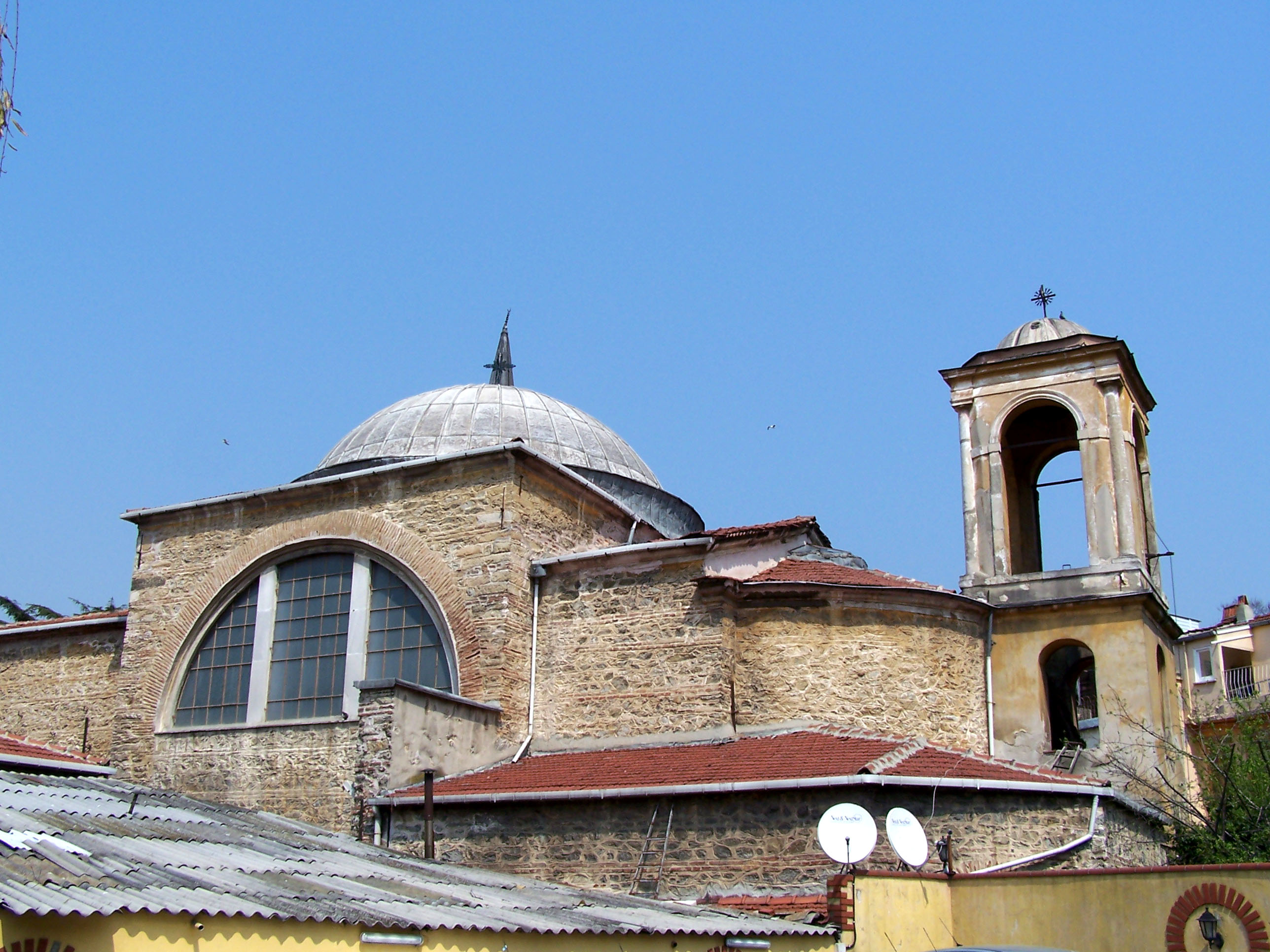
Церква Святого Григорія Просвітителя, Ускюдар

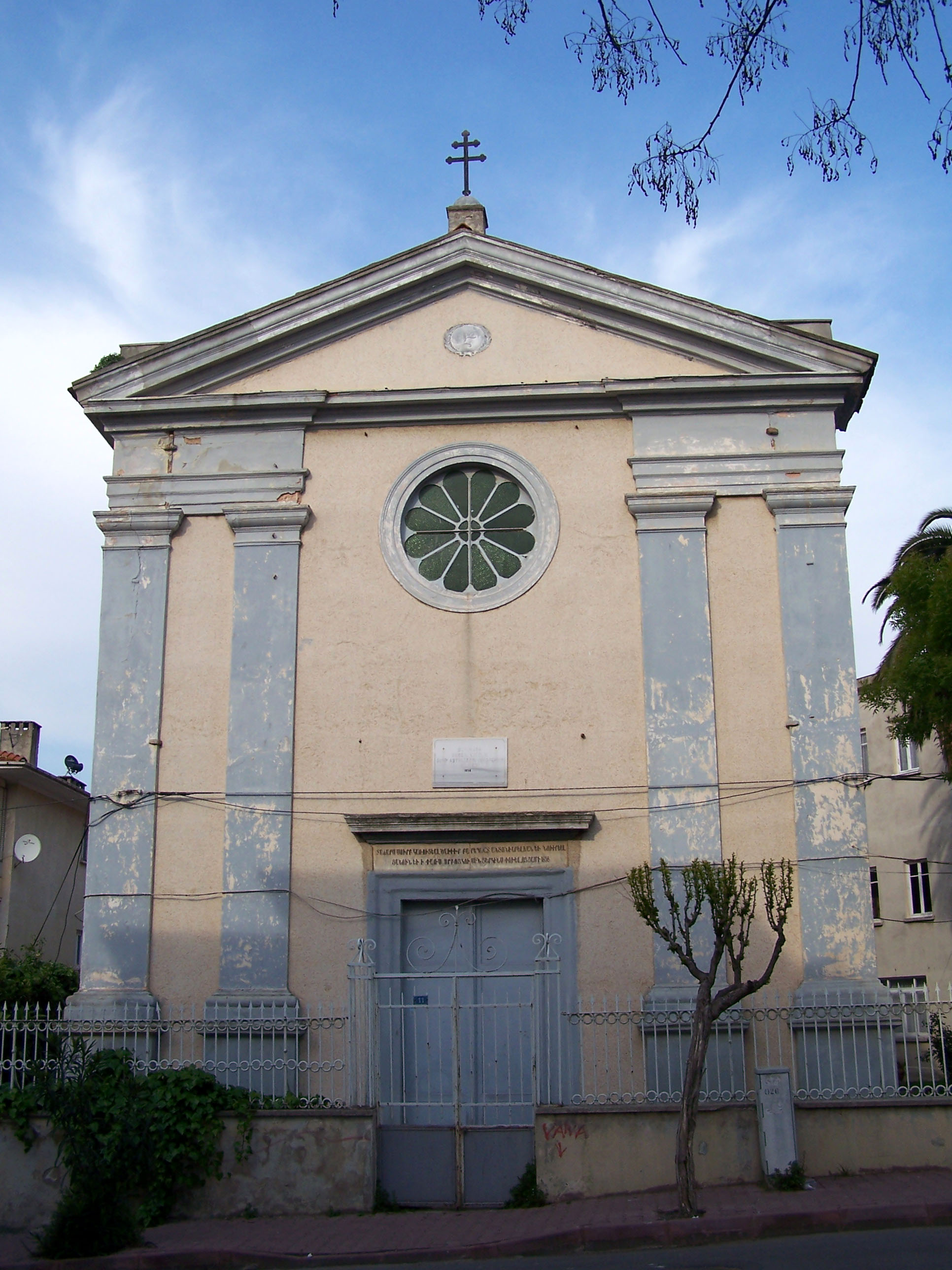
Вірменська католицька церква, Буйюкада, Принцеві острови

Вірмени у Стамбулі (вірм. Պոլսահայեր; тур. İstanbul Ermenileri) історично одна з найбільших етнічних меншин у Стамбулі. Серед вірмен місто часто згадується як Боліс (вірм. Պոլիս); ця назва походить від закінчення історичної назви міста, Константинополь (грец. Κωνσταντινούπολις, Kōnstantinoúpolis).
Нині чисельність вірмен у Стамбулі оцінюється від 50 до 70 тис. осіб.

## Історія
У кінці XIX століття християни становили 60 % населення Константинополя. Нині вірменська громада у Стамбулі має 17 шкіл, 17 культурних і громадських організацій, три газети: «Акос», «Жаманак» і «Мармара», два спортивних клуби Шишліспорт (Şişlispor) і Таксімспорт (Taksimspor) та два медичних заклади, а також численні релігійні організації, створені для підтримки різних видів діяльності.

## Відомі вірмени Стамбула
Нижче наведено список відомих вірмен, які або народилися у Стамбулі (Константинополі) або працювали там.
Османський період (до 1923)
- Саркіс Бальян, османський архітектор з відомого вірменського роду архітекторів Бальянів
- Арам Андонян, журналіст, історик і письменник
- Арпіар Арпіарян, письменник і публіцист
- Акоп Паронян, письменник-сатирик
- Назарет Дагхаварян, лікар, агроном і громадський діяч, один із засновників Всевірменського благодійного союзу
- Єрухан, письменник, публіцист, перекладач, педагог
- Акоп Казазян-паша, державний діяч, міністр фінансів і міністр таємного казначейства
- Комітас, композитор, музикознавець, фольклорист, співак і хоровий диригент
- Мкртич I Хримян, релігійний і громадський діяч, письменник. Патріарх вірмен Константинополя (1869—1873), Прелат Вана (1880—1885), Католикос усіх вірмен (1892—1907).
- Єрванд Отян, письменник, сатирик, журналіст, публіцист, літературний критик і перекладач
- Рубен Севак, поет, прозаїк, і лікар
- Левон Шант, письменник, новеліст і політичний діяч
- Сіаманто, поет
- Бедрос Пароський, політичний діяч
- Петрос Дурян, поет
- Даніел Варужан, поет
- Рупен Зартаріян, письменник, просвітитель і політичний діяч
- Григор Зохраб, письменник, політик і юрист
- Тигран Чухаджян, композитор

Республіканський період (1923 —)
- Грант Дінк, журналіст, колумніст, громадський діяч
- Каро Пайлан, депутат великих національних зборів Туреччини
- Жаклін Чаркчі, турецька оперна співачка